# 高仁厚
高仁厚（9世纪—886年），晚唐军将，效力于军阀西川节度使陈敬瑄，击败阡能、韓秀升、屈行從的叛军和与陈敬瑄为敌的東川节度使杨师立，随后被陈敬瑄任为东川节度使。但光启二年（886年），陈敬瑄对他产生疑心，将他袭杀。

## 背景
高仁厚家世不详，连《新唐书》本传也没有这方面的记载。但他刚从军时是在陈敬瑄帐下为神机营使。黄巢农民起义军攻陷长安迫使唐僖宗逃往西川军部成都时，中和元年（881年）六月，陈敬瑄从帐下号为“鵶儿”的五千精兵中拨出两千人给高仁厚指挥。为防黄巢追赶僖宗，陈敬瑄命“鵶儿”北上。当时，很多流氓也逃离了长安，扰乱京兆地区人民的生活。高仁厚攻击他们，杀了几千人，安定了地方。

## 讨伐阡能
二年（882年），由于对陈敬瑄对西川的管理不满，爆发了农民反抗，最大的一支由阡能率领。阡能本邛州衙吏，因为误了公事，为避免遭到刑罚而出逃，聚众反抗。陈敬瑄最初派牙将楊行遷、胡洪略、莫匡時平叛，但这些将领都很无能，为免责罚甚至杀良冒功。阡能不但占领了起事之地邛州，还进军蜀州。十一月，陈敬瑄派时任押牙的高仁厚为都招讨指挥使，率兵五百人接替楊行遷攻打阡能。
高仁厚出发前一天，有个卖面的人从早上到中午多次出入营寨，巡逻者生疑抓住他讯问，果然是阡能派来的间谍，自称父母妻儿都被阡能扣押。高仁厚策反了他，让他回去告诉阡能高仁厚只有五百人，再秘密告诉阡能的部众：高尚书对你们没有恶意，只希望你们放弃支持阡能，高尚书会在你们的背上写“归顺”二字遣复旧业。次日，高仁厚发兵至双流，把截使白文现出迎，高仁厚看了一圈堑栅，怒责堑栅重复牢密，是白文现苟安养寇邀功，命引出斩之，监军一直求情，白文现才得免。高仁厚命平堑栅，只留五百兵守，其余兵都随身，又召诸寨兵，相继集合。阡能闻讯，遣罗浑擎于双流之西立五寨，伏兵千人于野桥箐。高仁厚探听后，围而不杀，派人脱下军装进入叛军中告谕，内容和之前对间谍说的一样。叛军大喜，争相丢弃盔甲兵器投降下拜，高仁厚都抚谕之，在他们背上写字，命他们回去告知寨中未降者，寨中馀众争相出降。罗浑擎狼狈越堑而逃，被部下抓住见高仁厚，高仁厚说：“这愚夫不足与语。”械送成都，命焚五寨及其甲兵，惟留旗帜，收降的有四千人。第二天，高仁厚以降卒为前部，以示没有虐待他们，让他们经过穿口、新津寨下，以背上字告谕其他犹豫未降者；取罗浑擎旗倒系，以五十人为队，授以一旗，让他们在前面跑，扬旗疾呼：“罗浑擎已生擒，送至使府，大军将至。你们居寨中者赶紧像我一样出降，立即可以为良人，没事了！”到穿口，阡能盟友句胡僧所置十一寨中人争相出降。句胡僧大惊，拔剑阻拦，众人投瓦石击之，共擒之以献于高仁厚，其众五千多人皆降。次日，焚寨，如法炮制，行至新津，阡能盟友韩求所置十三寨皆迎降。韩求投深堑，部下用钩捞出，已死，斩其首以献。将士欲焚寨，高仁厚制止说：“降人都没吃饭。”下令先运出粮食，然后再焚寨。新降者争着做饭，与先降来告者一起吃，谈笑歌吹，终夜不绝。次日，高仁厚放双流、穿口降者先回家，使新津降者执旗前驱，说：“等进入邛州境，也可遣散归家了。”阡能盟友罗夫子置九寨于延贡，其众之前望见新津火光，已不眠。新津人到后，罗夫子脱身弃寨奔阡能，其众皆降。次日，罗夫子至阡能寨，共谋聚众决战，还未定计，黄昏时，延贡降者到了，阡能、罗夫子走马巡寨，欲出兵，众人皆不应。高仁厚引兵连夜相逼，次日，诸寨知大军已近，呼喊着争相出迎，擒阡能，阡能窘迫投井，被众人所擒，不死；又擒罗夫子，罗夫子自刭。众人拿着罗夫子首级，绑着阡能，驱之前迎官军，见高仁厚，拥马首大呼泣拜，称负冤日久，无所控诉，今日见高仁厚，如死而复生，欢呼不止。高仁厚又分遣诸将前去收降其他地方的叛寨。高仁厚出军才六天，五叛首皆平。每攻下县镇，立即补镇遏使，使其安集户口。于是陈敬瑄枭韩求、罗夫子首于市，将阡能、罗浑擎、句胡僧钉在城西，七日后处死。阡能谋主孔目官张荣写诗哀求高仁厚，高仁厚将其送成都，钉死于马市。此外没有多杀一人。因高仁厚平阡能有功，十二月，陈敬瑄任他为眉州防御使。僖宗御楼劳军，授高仁厚检校尚书左仆射、眉州刺史。

## 讨伐韓秀升、屈行從
与此同时，陈敬瑄还要对付涪州刺史韓秀升、屈行從的农民變军，他们于同年十月在三峡地区起事。陈敬瑄派押牙莊夢蝶为峡路招讨指挥使平叛，但莊夢蝶战败，被迫退守忠州，东线江淮诸镇的补给线断绝，使唐僖宗的流亡朝廷资金匮乏，百姓食盐渐渐短缺。三年（883年）二月，陈敬瑄派高仁厚为西川行军司马，率三千兵攻打韩、屈，许诺事成后封他为东川节度使。三月，庄梦蝶与韩秀升、屈行从战，又败，败兵纷纷往回逃，地方官虽然慰谕，不可阻止。高仁厚于路遇到，叱止之，斩都虞候一人，令休整部伍。高仁厚召来耆老，问以山川蹊径及叛寨所据，高兴地说：“贼精兵都在船里，使老弱守寨，粮食皆在寨中，此所谓重战轻防，其败必矣！”于是扬兵江上，作欲渡河之状。叛军昼夜防备，遣兵挑战，高仁厚没有直接进攻，而是秘密派勇士千人拿着兵器和茎秆间道攻叛军寨，焚之。叛军望见，不及分兵往救，粮食皆毁，众心已动摇。高仁厚又招募善游者凿叛军船底，叛军的船相继沉没，叛军惶惑不能相救，高仁厚派兵在要路迎击并招降，叛军皆降。韩、屈的部众开始投降，他俩持剑攻击投降部众，结果被愤怒的部众抓住交给高仁厚。当高仁厚讯问他们反叛的原因时，被韩、屈指责唐宣宗死后朝政日非的大胆回答打动，他给他们好的食物，再将他们械送成都，他们就在那里被处决。

## 讨伐杨师立
陈敬瑄许诺让高仁厚当东川节度使的事被东川节度使杨师立得知。杨师立曾经是陈敬瑄的盟友，但已日渐为陈敬瑄因其弟近侍宦官田令孜的缘故得宠于僖宗而不满。田令孜认为杨师立会反对自己和陈敬瑄，决定先发制人。四年（884年）二月，他召杨师立回朝任位置很高却几无职权的右僕射。杨师立愤怒了，三月，传檄声言讨陈敬瑄、田令孜之罪，出兵攻西川。
僖宗下诏削杨师立官爵，任高仁厚为东川留后，以西川押牙楊茂言为行军副使，率兵五千讨伐杨师立。五月，屯德阳，杨师立遣其将郑君雄、张士安据鹿头关以拒之，二将坚壁不出。高仁厚在东川军部梓州周围建了十二座营寨，想拖垮东川军。相持四天后，鄭君雄、張士安在二更天夜袭城北副使寨，杨茂言率众弃寨逃跑，旁边很多寨的士兵也恐慌逃离。东川军合兵南攻中军，高仁厚闻之，大开寨门，设炬火照之，亲自率士卒为两翼伏在道路左右。东川军到了，见寨门开，不敢入而回转。高仁厚发伏兵击之，东川军皆狂奔，高仁厚追杀至城下，困其于壕中，斩获甚众而归。又念及弃寨逃跑次日论罪当诛的甚多，就秘密召孔目官张韶，谕道：“你赶紧遣步探子率数十人分道追逃跑者，以你的名义谕之：‘仆射幸好不出寨，都不知道，你们赶紧归来，次早如常集会，勿忧。’”张韶素为有名长者，众人相信他，至四更天都还寨，惟有杨茂言跑到张把才被追上。高仁厚听闻诸寨打更如故，喜道：“都回来了！”次日，诸将集会，以为高仁厚真的不知道，坐了很久，高仁厚对杨茂言说：“昨夜闻副使身先士卒，跑到张把，有这事吗？”杨茂言答：“昨夜闻贼攻中军，左右言仆射已去，才策马跟随，后来察觉是假消息，复还寨中。”高仁厚说：“仁厚与副使俱受命于天子，将兵讨贼，若仁厚先走，副使当叱我下马，行军法，代总军事，然后奏闻。现在副使已先逃跑，又行欺罔，理当如何？”杨茂言拱手说：“当死。”高仁厚说：“然！”命左右扶下，斩之，诸将股栗。高仁厚便召昨夜所俘虏数十人，释缚放归。郑君雄等闻之惧怕，说：“彼军法严整如是，自今兵不可复出矣！”张士安不敢复出，杨师立亲自督战，十战皆败。高仁厚陈兵鹿头关城下。郑君雄等全军出战，高仁厚设伏于陈后，诈败，郑君雄等追杀时，伏兵发作，郑君雄等大败遁还梓州。陈敬瑄发兵三千以助高仁厚军，进围梓州。
但高仁厚的围城最初并不成功，久攻不下。六月，他将书信射入城中，告诉杨师立的部将们，他不想杀东川士兵，缓攻十日，只要他们送上杨师立的首级，都可以免罪，否则分兵为五，分昼夜以攻城，如果五日不下，四面俱进，必能破城。郑君雄于是与张士安发动兵变，以高仁厚书示杨师立说：“请以死谢众。”杨师立投水自杀。郑君雄率梓州投降。高仁厚入城，释放囚犯，赈济穷人，献杨师立首及其妻子于行在。他随后被任为剑南东川节度使。

## 身亡
但在光启二年（886年）三月，陈敬瑄对高仁厚起了疑心，欲除去他。高仁厚也不再和陈敬瑄通信。恰在此时，被任为遂州刺史的郑君雄攻占漢州，进军成都。陈敬瑄派部将李順之予以防御，李順之将郑君雄败杀。陈敬瑄借机调动維州、茂州的羌兵攻打高仁厚。羌兵击败高仁厚，将其斩杀。唐昭宗继位后，讨伐陈敬瑄，于乾宁年间（894年 - 898年）追赠高仁厚为司徒。

## 后世影响
明朝崇祯十二年（1639年），湖广佥事、监郧、襄诸军张克俭辅佐大学士督师杨嗣昌，忧新降士卒作乱，但杨嗣昌不以为意，说：“昔高仁厚六日降贼百万，擒阡能，监军为何露怯？”

## 评价
- 《新唐书》赞曰：如（高）仁厚、田（頵）、朱（延寿），材不足为吴、蜀之老，可与事天子哉！

## 延伸阅读
[在维基数据编辑]
 《新唐書/卷189》，出自《新唐書》